# Eckart Wagner
Eckart Johannes Wagner (4 de julio de 1938-31 de octubre de 2002) fue un deportista alemán que compitió para la RFA en vela en las clases Soling y Star. Ganó una medalla de bronce en el Campeonato Europeo de Soling de 1969 y una medalla de plata en el Campeonato Europeo de Star de 1973.

## Palmarés internacional
| Campeonato Europeo | Campeonato Europeo | Campeonato Europeo | Campeonato Europeo |
| Año                | Lugar              | Medalla            | Clase              |
| ------------------ | ------------------ | ------------------ | ------------------ |
| 1969               | Sandhamn (Suecia)  | Medalla de bronce  | Soling             |

| Campeonato Europeo | Campeonato Europeo | Campeonato Europeo | Campeonato Europeo |
| Año                | Lugar              | Medalla            | Clase              |
| ------------------ | ------------------ | ------------------ | ------------------ |
| 1973               | ND                 | Medalla de plata   | Star               |